# イアーゴ
- アラジン (1992年の映画) > イアーゴ
- ディズニー・ヴィランズ > イアーゴ

イアーゴ（Iago）は、ウォルト・ディズニー・ピクチャーズのアニメ映画『アラジン』（1992年）、ビデオ用に制作された続編『アラジン ジャファーの逆襲』（1994年）、『アラジン完結編 盗賊王の伝説』（1996年）、およびテレビシリーズ『アラジンの大冒険』に登場する架空のキャラクターである。擬人化された赤い羽を持つおしゃべりなオウムで、すべてのアニメ作品ではギルバート・ゴットフリードが声を担当していたが、彼が2022年に亡くなるまで続いた。実写版『アラジン』ではアラン・テュディックが、2023年のDisney+スペシャル『LEGO ディズニープリンセス：お城の冒険』ではバレット・レディが、2023年のクロスオーバー短編『ワンス・アポン・ア・スタジオ -100年の思い出-』ではピョートル・マイケルが声を担当した。
イアーゴは、シリーズの最初の主要な悪役であるジャファーの手下として、オリジナル映画に登場し、コミックリリーフ（緩和役）として、また元々の二次的な敵役として機能していた。続編やテレビシリーズを通じて徐々に改心し、主人公たちの仲間として活躍し、『ジャファーの逆襲』では主要な主人公の1人となった。彼の名前は、ウィリアム・シェイクスピアの『オセロー』に登場する悪役にちなんでいる。

## 製作
ハワード・アッシュマンによるオリジナルのストーリー構想では、イアーゴ（以前はシンドバッドという名前だった）は、当初「英国風の」冷静で真面目なキャラクターとしてジャファーの相棒となる予定だった。一方、ジャファーは当初、より誇張された、コミカルで短気なキャラクターとして考えられていた。しかし、映画製作者たちは、ジャファーをより脅威的にするために彼らの性格を逆転させ、その後、ギルバート・ゴットフリードが『ビバリーヒルズ・コップ2』に出演しているのを見て、彼がイアーゴの声を担当することになった。
脚本家のテリー・ロッシオは、自身のウェブサイト「Wordplay」で、イアーゴに関するコンセプトを共有した。ジャファーは感情をペットに転送することで、気を散らさずに魔法を使えるようにしたというもの。ロッシオはまた、イアーゴが感情を抱えるには小さすぎるため、「羽の生えたギルバート・ゴットフリードになってしまう」と述べている。イアーゴのアニメーターであるウィル・フィンは、ゴットフリードの外見のいくつかの特徴、特に半開きの目や常に見えている歯をイアーゴのデザインに取り入れようとした。
ゴットフリードは、1992年の映画でイアーゴの声を担当したことがきっかけで、自身の声優としてのキャリアが本格的に始まったと語っている。「これは永遠に続くようなものだった。それが他の声優の仕事への扉を開いたように思えた」と彼は言っている。
ゴットフリードの舞台上のペルソナが、機知に富んだイアーゴ役にキャスティングされた理由である。ゴットフリードはしばしば「イアーゴの人」などと呼ばれ、名前よりも声の役で知られている。

## 特徴
赤い羽と青い先端の羽を持ち、青紫色の尾（しばしば青に誤って色付けされることがある）を持つ、赤いインコ（レッドローリー）に似ている。目の周りは白く、流暢に人の言葉を話し、他のキャラクターの声を完璧に模倣する能力を持っている。また、ジャファーから学んだ様々なトリックに精通している。気が短くその苛立ちを隠さずに声に出す。また、可能であれば直接的な対立を避けるが、必要とあれば非常に狡猾でいたずら好きになることもある。
アラジンの相棒であるアブー同様、宝物や金への貪欲さで知られている。それを手に入れるためには狡い手段アラジンの大冒険ではアブーを引きずり込んで助けさせるが、アブーや自身がドジを踏んでいつも失敗する。しばしば、自分の富を守るか、正しいことをするかという選択を迫られる。アラジンの仲間になってからは何だかんだ悪態を吐きながらも目先の利益を捨てて彼らに協力することも増えた
イアーゴ（おそらくジャファーも）は、同名のキャラクターへの言及でもある。シェイクスピアの劇『オセロー』では、イアーゴは主人公オセロの旗手で、信頼されていると思われているが、彼が気にかけているのは自分の利益や欲望だけである。劇は、彼が欲しいものを手に入れるための巧妙な策略を巡らせ、それが暴かれたときに皆が驚くという展開を中心にしている。

## 出演
『ジャファーの逆襲』の中の会話によると、ジャファーはアグラバーのバザールでイアーゴを拾い、彼を犯罪の共犯者として育てたことが明らかにされている。また、イアーゴには「オセロー」という名前の犯罪者の双子の兄弟がいることがアニメシリーズで言及されており、これは彼の名前の由来に関連しているとされている。

### アラジン（1992年の映画）
最初の映画では、ジャファーのペット兼参謀役として登場。
主人同様に、サルタンやジャスミンの下で臣従することに不満を抱いているが、ジャファーが陰鬱に沈むのに対して、イアーゴは怒りっぽく、皮肉混じりの文句を言うのが特徴である。ジャファーからは信頼されているが、うるさがられたり、都合が悪くなると八つ当たりされることもしばしばあった。ジャファーがジャスミンの夫になって王位に就いたのち彼らを追い出すことを提案したり、アラジンとジーニーが仲違いした隙を突いてランプを盗むなど、悪知恵を活かしてジャファーを助けた。
サルタンがいつも無理やり食べさせるクラッカーが嫌いでアラジンを追放して一時的にアグラバーを掌握した時は、仕返しとして操り人形になった彼にクラッカーを食べさせていた。サルタンは、イアーゴが人間の言葉を完全に理解し、会話ができ、さらに邪悪であることに、終盤まで気づかなかった。
結局ジャファーと共にランプに引きずり込まれ、魔法の洞窟に追放される。
シェイクスピアの『オセロー』へのいくつかの言及が見られる。
- ジャファーとイアーゴは、シェイクスピアのイアーゴとロデリーゴ（英語版）が『オセロー』に対して抱くような不満を、スルタンとジャスミンに対して抱いている。
  - 同様に、それぞれのキャラクターは異なる理由と方法で対立相手を嫌っている。
    - ジャファーとシェイクスピアのイアーゴは、二番手であることに不満を抱き、陰鬱な思考の中でほとんどの裏切りを計画する。
    - ジャファーのイアーゴとロデリーゴは、より声高に不満を表明する。ロデリーゴの場合は無駄な愚痴をこぼし（暗い沈黙と対照的に）、イアーゴの場合は怒りっぽく皮肉な文句を言う。イアーゴは、サルタンがいつも無理やり食べさせるクラッカーが大嫌いだとよく言い、ロデリーゴは、オセロの妻デズデモーナを欲しがっているにもかかわらず、彼女の父親ブラバンシオが結婚を約束したにもかかわらず、自分が不利な立場に置かれていることに不満を漏らす。

- どちらのペアも、上司が裏切りに気づくのが遅すぎるという点で共通している。ただし、シェイクスピアのイアーゴとロデリーゴは最終的に欲しいものを手に入れることはでないが、ジャファーとそのイアーゴは、短期間ながらも成功する。

- ジャファーとシェイクスピアのイアーゴは、行動の結果として最終的に投獄され、それぞれの共犯者も代償を払う。しかし、シェイクスピアのイアーゴがロデリーゴを殺してから追放されるのに対し、ジャファーはイアーゴを自分と一緒にランプに引きずり込む。

### アラジン ジャファーの逆襲
本作における事実上の主人公として登場。
最初の映画の出来事から1年後、イアーゴはランプから脱出するが、命令されることに疲れた彼はジャファーを井戸に投げ捨てる。その後、アグラバーに戻ったイアーゴはアラジンと対峙するが、過去の悪事もあって当然信用されず捕らえられかける。そこへ思いがけず盗賊・アビス・マルとその手下からアラジンを救うことになる。感謝の気持ちから、アラジンはイアーゴを宮殿に連れ帰り、世界旅行から帰ってきたジーニーと共にサルタンとジャスミンに彼にもう1度チャンスを与えるよう説得する。イアーゴは自身がきっかけで拗れてしまったのでアラジンとジャスミンを得意の駆け引きで仲裁し、その中で『いいヤツになるのも悪くない』と少しずつアラジンに心を開き始めるが、ジャファーもまたアビス・マルによって解放され、アグラバーに戻ってくる。ジャファーはイアーゴをだまし、彼の弱みを握ってサルタンの殺害の罪をアラジンに着せて彼を処刑させ、アラジンの仲間を生涯牢獄に閉じ込める陰謀に加担させる。しかし、イアーゴは自分を損得抜きで受け入れてくれたアラジン達への借りを返すためにジャファーに背き、再びアラジンを助けるためにジーニーを解放。アラジンを処刑から救う。
ジャファーとの最終決戦で、イアーゴは「面倒ごとに巻き込まれるのはごめんだ」と1度は戦列に加わらなかったが、窮地に陥ったアラジンを救いに戻る。
ジャファーの攻撃によって重傷を負うが、何とかジャファーのランプを溶岩の中に蹴り込み、ジャファーを完全に破壊する。その後、アラジンによって安全な場所に運ばれる。ジャファーとアビス・マルからサルタンを救うことになったイアーゴの無意識の行動と、最終的に自分の命をかけてジャファーのランプを溶岩に押し込み、ジャファーを倒した功績から罪を許され、正式に仲間に加わることになる。
エピローグではアラジンがジャファーの後任で国務大臣になることで参謀役に返り咲こうとしたが、「お城でじっとしているより見たことがない場所を冒険してみたい」と大臣職を辞退し、ジャスミン達も同調したため悪態を吐きながらも結局は彼らに付き合うことを選ぶのだった。
。

### アラジンの大冒険
シリーズでは、イアーゴは皮肉っぽく、現実的で、時には臆病な視点を提供し、大きな報酬が約束されている場合にのみ、本当に危険に立ち向かう気になる。しかし、彼は時折、良心との葛藤を強いられることがあり（『ジャファーの逆襲』では良心がないと述べているにもかかわらず）、必要がない時や簡単に街を離れることができる場合でも、基本的には正しいことをする。たとえば、サディーラが記憶の砂を使って彼女とジャスミンの人生を入れ替えた時、動物は影響を受けなかったため、イアーゴはアブーやラジャーと共にジャスミンを見つけて世界を元に戻そうとした。
イアーゴの典型的な策略には、価値のあるもの（本物かどうかは問わず）を売ろうとしたり、何かを盗もうとしたり、宝探しをしようとすることが含まれる。彼は通常、アブーを犯罪のパートナーとして説得することができるが、アブーは最初の危険の兆候で逃げ出すことが多く、しばしばイアーゴが求める巧妙さに欠けている。それでも、彼はアブーのことをとても大切に思っており、それは「アブーはヒーロー?（Much Abu About Something）」などのエピソードで示されています。
イアーゴと雨鳥のサンドラは、最初は険悪な関係だったが、次第にお互いに惹かれ合うようになった。彼は自分の操作的な性格が他人に好かれることを難しくしていると認めているが、アラジンはこの事実を利用することがある。敵役たちは、イアーゴが実際よりも冷酷で非道徳的だと信じやすいためである。イアーゴの悪役としての出自とアンダーワールドでの育ちを考えると、これは理にかなっている。ジャファーとの時間のおかげで、イアーゴはさまざまな形の魔法に関する広範な知識を持っており、それはジーニーの知識が1万年も前のものであるのに対して有用であるだけでなく（「黒い砂の王国」とその元支配者である悪の魔法使いデスタンがジャファーよりもさらに悪い存在であることを認識したのはイアーゴだった）、また、ジーニーと同じように現代的なものを参照してユーモアを提供する能力も持っている（あるエピソードでは、イアーゴが夢の中で「俺じゃない！欲しいのは俺の双子の兄弟、オセローだ！」と叫ぶ。これは彼の名前の由来とされる劇への言及である）。
サイドキックとしてのイアーゴはいつも笑いを提供してくれます。エピソード「呪いのアイテムにご用心（When Chaos Comes Calling）」では、イアーゴがパニックに陥りながら自分の顔が声優であるギルバート・ゴットフリードの顔に変えられた後、「俺のくちばしを返してくれ！」と叫ぶという内輪ネタが含まれている。イアーゴとジーニーのやり取りは彼らの魔法の才能を中心に展開します。あるエピソードでは、ジーニーがイアーゴに1日だけ自分の力を与えるが、イアーゴが実際に1つの良い行いをしようとして砂漠に水を持って行こうとしたために裏目に出る。また、ジーニーがかつて自分の魔法を使ってピラミッドほど大きなアイスクリームサンデーを作ったことを、イアーゴだけが知っており、ジーニーはこれをジーニーギルドに知られることを恐れている。
彼はグループの中でジャスミンを最も好んでいるが、それは彼女がイアーゴを信頼しているからではなく、彼女の信頼を得るために努力しなければならないからである。

### アラジン完結編 盗賊王の伝説
彼はアラジンとジャスミンの結婚式を手助けし、さらにアラジンが疎遠になっていた父親カシームを見つける手助けもする。カシームは40人の盗賊の王でもある。イアーゴはアラジンの代理として、カシームを結婚式に出席させるよう説得し、その見返りとして「ミダスの手」を手に入れる手助けをすることを約束する。最終的に、サルタンは彼が盗賊王との共謀に関与したことに対する終身刑を赦免したが、イアーゴはアラジンとジャスミンと一緒にアグラバーに留まるのではなく、「ラブラブなこと」を扱うのは無理だと言って、カシームと一緒にしばらくの間アグラバーを離れることを選ぶ。しかし、カシームにそのことを告げる際に一時的に涙を流し、彼らを非常に恋しく思うだろうことを暗示している。また、カシームの盗賊としての感覚が自分の感覚により合っているとも指摘する。最後の場面では、カシームと一緒に新婚のアラジンとジャスミンに手を振って別れを告げ、彼らが夜の中へと旅立つ姿を見送っている。

### アラジン（2019年の映画）
イアーゴは2019年の実写版『アラジン』に登場し、アラン・テュディックが声を担当している。これは、イアーゴがギルバート・ゴットフリード以外の声優によって初めて声を担当された作品で、ゴットフリード自身もこの役の再演を依頼されなかったことを認めている。役割は同じままであり、知性や皮肉なユーモアの兆候を示し続けているが、アニメ版のイアーゴよりも擬人化の度合いが少なく、映画ではイアーゴをより現実的に描くことを目指している。その結果、いくつかのプロットに関連した違いが生じている。
- 彼が初めて登場するのは、曲「アラビアン・ナイト」のシーンで、ラジャーがジャスミンを見張っている彼に爪を立てる場面である。イアーゴはその後、邪悪に笑いながらジャファーのいる「魔法の洞窟」に飛び去る。
- その後、彼は城の地下牢にあるジャファーの隠れ家に現れる。ジャファーがサルタンに話した後、イアーゴはジャファーの「自分の立場をわきまえろ」という言葉を真似するが、ジャファーはもう一度言えば脅すと言いながら、実際にはイアーゴがそれを言うことに対して軽く苛立つだけである。これは皮肉なことで、ジャファーは自分が2番手であることを嫌っているからである。イアーゴはその後、アラジンが宮殿に忍び込んでいるのを見つけ、「泥棒だ！宮殿に泥棒だ！」と言って主人に警告する。
- 彼はアブーと対立しており、2回「汚いサル」と呼び、捕まったアラジンにカプチン（アブーのこと）の居場所を尋ねる。
- その後、イアーゴはジャファーによって巨大化され、アラジン、ジャスミン、アブーからランプを奪い返すために操縦される。最初は成功するが、すぐに普通のオウムに戻されてしまう。しかし、ジャファーの助けを借りて再び成功を収める。

### コンピュータゲーム

#### キングダム ハーツ シリーズ
『キングダム ハーツ』ビデオゲームシリーズでは、イアーゴの日本語版の声優は、『キングダム ハーツ』では神谷明が、『キングダム ハーツII』では大川透が担当している。一方、英語版ではギルバート・ゴットフリードが両作でイアーゴの役を再演している。
『キングダム ハーツ』では、イアーゴはジャファーのサイドキックで、『アラジン』映画と同様の役割を果たしている。
『キングダム ハーツ チェイン オブ メモリーズ』では、ジャファーのジーニー形態とのボス戦中に短いカメオ出演を果たす。この戦闘では、ジャファー自身を攻撃しても効果がなく、代わりにイアーゴが持ち上げているランプを攻撃する必要がある。イアーゴは主人のランプを守ろうとする。
『キングダム ハーツII』では、『ジャファーの逆襲』と同様に、イアーゴはジャファーを離れ、落ち込んでアグラバーに戻り、アラジンとジャスミンに償いをしようと必死になる。彼がソラを助けてハートレスを倒し、ジャファーのランプを取り戻す任務を果たすと、彼は皆の信頼を得ることに成功する。しかし、その信頼はすぐに崩れ、イアーゴは再びジャファーを助けてしまい、ソラたちを遺跡で足止めすることになる。信頼を失ったものの、イアーゴはジャファーがアラジンに向けて放とうとした呪文を意図的に自分に受けて償い、最終的には自身を取り戻す。ジャファーの敗北後、イアーゴはアラジンを助けたいと明かすが、ジーニーや他の仲間たちほどの力はないと述べる。
『キングダム ハーツ コーデッド』には、データ版のイアーゴが登場し、最初にジャファーがジーニーのランプを盗むのを手助けし、後にジャファーとの戦い中に登場する。過去のゲームと同様に、ランプを取り戻すためにイアーゴを狙うという役割を果たす。『キングダム ハーツ HD 2.5 リミックス』のために作られたHDシネマティック版『キングダム ハーツ Re:コーデッド』では、イアーゴのために新たなセリフが追加された。

#### 他のコンピュータゲーム
イアーゴはスーパーファミコン向けにリリースされたゲームで、繰り返し登場する小さな敵キャラクターとして登場する。ゲームの終盤近くのレベルに登場し、アラジンにしゃべるドクロを投げつけて攻撃してくる。
同じ頃にリリースされたセガ・ジェネシス版のゲームにも登場する。また、アブー向けのボーナスゲームには「イアーゴのいとこたち」が登場し、障害物として避けるべき存在となっている。

### その他の出演
イアーゴは、ビデオスルー映画『DISNEY PRINCESS おとぎの国のプリンセス/夢を信じて』にサポートキャラクターとして登場し、アグラバーに戻ってきた姿が描かれている。彼はジャスミンと一緒に「本当の自分（Peacock Princess）」というミュージカルナンバーを披露する。
ディズニーのアニメ映画のキャラクターの多くと同様に、イアーゴは『ハウス・オブ・マウス』にも繰り返し登場した。主な登場エピソードには、「ウワサのミニー（Thanks to Minnie）」があり、そこで彼は「A Parrot's Life For Me」（「A Pirate's Life for Me」のパロディ）を歌い、「魔法がいっぱい（House of Magic）」ではジャファーと一緒に「ビビディ・バビディ・ブー」のバージョンを披露し、「空とぶドナルド（Donald Wants to Fly）」では、クラブに遅れて到着したピーター・パンを探しに行く役割を担っている。また、同シリーズのビデオ映画『ミッキーのマジカル・クリスマス/雪の日のゆかいなパーティー』と『ミッキーの悪いやつには負けないぞ!』にも登場し、後者ではジャファーがハウス・オブ・マウスを支配しようとする計画を助ける二次的な悪役の1人として登場する。
ウォルト・ディズニー・ワールドでは、1998年に『ライオン・キング』のザズーと共に、『魅惑のチキルーム（アンダー・ニュー・マネージメント）』のホストの1人として紹介された。しかし、2011年に小さな火災が発生した後、アトラクションは元の形式である『魅惑のチキルーム』に戻り、2人は除外された。1998年の形式は「不人気」であり、イアーゴは「うるさい」と評されていたとの報告もある。
イアーゴは、映画の舞台版にも登場するが、映画版とは異なり、彼は人間として描かれ、ジャファーの個人的なアシスタントとして働いている。
イアーゴは、『ワンス・アポン・ア・タイム』のシーズン6にも登場するが、このバージョンではオカメインコではなく、擬人化されていない赤いオウムとして描かれている。
イアーゴは、Disney+のアニメスペシャル『LEGO ディズニープリンセス：お城の冒険』では2次的な悪役として登場し、バレット・レディが声を担当した。これは、2022年にギルバート・ゴットフリードが亡くなってから、アニメ作品で彼以外の誰かがイアーゴの声を担当した初めての例である。
イアーゴは、ジャファーと共に『ワンス・アポン・ア・スタジオ -100年の思い出-』にも登場し、この時はピョートル・マイケルが声を担当している。

## キャスト

### 原語版声優
- ギルバート・ゴットフリード（1992年 - 2022年）[20]
- アラン・テュディック（2019年）：実写版『アラジン』を担当[21]。
- バレット・レディ（2023年）：『LEGO ディズニープリンセス：お城の冒険（英語版）』を担当。
- ピョートル・マイケル（英語版）（2023年）：『ワンス・アポン・ア・スタジオ -100年の思い出-』を担当。

### 日本語吹替版声優
- 神谷明（1993年 - 2003年）[22]
- 大川透（2003年 - 現在）[23]
- 多田野曜平（2019年）：実写版『アラジン』を担当[24]。

## 評価
『アラジン ジャファーの逆襲』のレビューでは、イアーゴがこの映画の本当の主役だとされ、「プロットは、アラジンが命を救ってくれたジャファーの元相棒、イアーゴ（機知に富んだオウム）に恩義を感じるところから展開する。正直さや忠誠心に悩みながら、イアーゴはアラジンの味方をするか、再びジャファーの悪の圧力に屈するかで葛藤し、映画の焦点となっていく」と評された。

## 大衆文化において
イアーゴの声を真似る能力（例：アラジンを真似ること）が、『サタデー・ナイト・ライブ』のエピソードで「リアル・ハウスワイブス・オブ・ディズニー」というスケッチの中で言及された。